# TV Grosswallstadt
Il TurnVerein Großwallstadt 1888 è una squadra di pallamano tedesca avente sede a Großwallstadt.

È stata fondata nel 1888.

Nella sua storia ha vinto 6 campionato tedeschi, 4 Coppe di Germania, 2 Coppa dei Campioni, 1 IHF Cup, 1 City Cup e 1 Champios Trophy.

Disputa le proprie gare interne presso la Frankenstolz Arena di Großwallstadt la quale ha una capienza di 4.200 spettatori.

## Palmarès

### Titoli nazionali
- Campionati tedeschi: 6
  - 1977-78, 1978-79, 1979-80, 1980-81, 1983-84, 1989-90.
- Coppa di Germania: 4
  - 1979-80, 1983-84, 1986-87, 1988-89.

### Titoli internazionali
- Coppa dei Campioni: 2
  - 1978-79, 1979-80.
- IHF Cup: 1
  - 1983-84.
- City Cup: 1
  - 1999-00.
- Champions Trophy: 1
  - 1980-81.